# 心叶茶匙黄
心叶茶匙黄（学名：Viola tenuis）为菫菜科堇菜属下的一个种。

## 扩展阅读
- 維基物種上的相關：心叶茶匙黄